# Dinos (rapper)
Dinos, precedentemente noto come Dinos Punchlinovic, pseudonimo di Jules Jomby (Douala, 30 novembre 1993), è un rapper e cantante francese di origine camerunese.

## Biografia
Jules Jomby nasce il 30 novembre 1993 a Douala, Camerun, ed arriva in Francia all'età di 6 anni con la sua famiglia dove si sono stabilisce nel comune de La Courneuve, a Seine-Saint-Denis. Pubblica il suo primo progetto, Thumbs Up, nel 2011, poi inizia a farsi un nome nei Rap Contenders, sfida nella quale due MC competono a cappella.
A maggio 2013, Dinos firma per l'etichetta Def Jam France e, il 3 giugno 2013, pubblica un EP intitolato L'Alchimiste in riferimento al libro omonimo di Paulo Coelho.
Nel corso del 2014, Dinos lascia la Def Jam France per passare a Capitol Music France e pubblica, il 14 aprile 2014, un secondo EP intitolato Apparences, presentato dalla canzone Namek; che riscuote un certo successo.
Dopo l'annuncio del suo primo album Imany, Dinos pubblica Pas Imany mais quasi nel 2016, Flashé l'8 dicembre 2017 e Les Pleurs du mal il 30 marzo 2018. Il 27 aprile 2018 esce Imany, il suo primo album. Il 7 dicembre 2018 l'artista pubblica un'edizione deluxe che comprende 7 titoli inediti. Nel settembre 2021, Imany viene certificato oro.
Un anno e mezzo dopo Imany, il 4 ottobre 2019, Dinos pubblica il singolo XNXX, primo estratto dal suo album Taciturne, uscito il 29 novembre dello stesso anno. Nel novembre 2022 il disco è certificato platino.
Il 27 novembre 2020 esce Stamina, il terzo album di Dinos, che vende 23.236 copie nella prima settimana ed è certificato disco d’oro a fine gennaio 2021 e, nel settembre 2021, Stamina è certificato disco di platino.
Il 26 gennaio 2022 esce Aquanaute, un EP di 3 tracce e il 22 marzo 2022 durante il suo concerto allo Zénith de Paris,  annuncia un altro EP intitolato Nautilus comprendente 3 titoli.24 maggio 2022 pubblica Sea Dweller, un nuovo EP anch’esso di 3 tracce.
Venerdì 4 novembre 2022 esce Hiver à Paris, un doppio album dal forte concept artistico. Ispirato dall'inverno che sta cadendo sulla capitale, il rapper presenta un progetto dalle atmosfere cinematografiche e dai testi potenti, in cui usa il suo talento di narratore per raccontare una storia invernale meticolosamente sceneggiata.

## Discografia

### Album in studio
- 2018 – Imany
- 2019 – Taciturne
- 2021 – Stamina, Memento
- 2022 – Hiver a Paris
- 2024 – Kintsugi

### Mixtape
- 2011 – Thumbs Up

### EP
- 2013 – L'alchimiste
- 2014 – Apparences
- 2016 – Toujours pas Imany mais presque
- 2020 – Taciturne, les inachevés
- 2022 – Aquanaute
- 2022 – Nautilus
- 2022 – Sea Dweller
- 2023 – Cesium (con Dosseh)

### Collaborazioni
- 2011 – Killing Balboa feat. Dinos Punchlinovic - I'm a Boss (Remix)
- 2011 – Dinos Punchlinovic feat. Volt Face - Freestyle
- 2012 – Luidji feat. Dinos Punchlinovic – CQLP
- 2012 – Killing Balboa feat. Dinos Punchlinovic - Marche pas sur mes Nike Air
- 2012 – Sinik feat. Dinos Punchlinovic- Clash
- 2012 – L'indis feat. Dinos Punchlinovic - Ma génération
- 2012 – Seth Gueko, Zekwé Ramos e Alkpote feat. Dinos Punchlinovic - La nuit nous appartient
- 2012 – Seth Gueko, Alkpote e Zekwé Ramos feat. Sofiane, Sadik Asken, Lino, Nakk Mendosa, Katana, Joe Lucazz, Skp, Dinos Punchlinovic e Boubzi - Neo Comeback
- 2012 – Alkpote feat. Zekwé Ramos e Dinos Punchlinovic - Mr. Président
- 2013 – Fizzi Pizzi feat. Dinos Punchlinovic - Nos valeurs
- 2015 – Disiz feat. Soprano, Youssoupha, TiTo Prince, Hatik e Dinos Punchlinovic - La promesse (Remix)
- 2016 – Madame Monsieur feat. Dinos - Defends-moi
- 2016 – Luidji feat. Dinos - Appel manqué
- 2017 – Flaco feat. Dinos e Yong C - Piccadily Circus
- 2018 – Joe Lucazz e Char feat. Nakk Mendosa, Dinos, L'indis e Ades - Bénis
- 2018 – Sadek, Dinos e Ixzo - Drive
- 2018 – Sofiane, Dinos e Hornet La Frappe - Viens dans mon 93
- 2019 – Isha feat. Dinos - Idole
- 2020 – Twinsmatic feat. Dinos - Sevenoclock
- 2020 – Freakey! feat. Dinos - Ndombolo
- 2021 – Youssoupha feat. Dinos e Lefa - Kash
- 2021 – Zikxo feat. Dinos - Double file
- 2021 – Kaza feat. Dinos - Number
- 2021 – Bolémvn feat. Dinos – DM
- 2021 – Zamdane feat. Dinos - Boyka
- 2022 – Leto feat. Dinos - OG
- 2022 – Charlotte Cardin feat. Dinos - C'est la vie
- 2022 – Luv Resval feat. Dinos - Athena
- 2022 – Roshi feat. Dinos - Connaissance
- 2022 – Soso Maness feat. Dinos - À l'aube
- 2022 – Dosseh feat. Dinos - Demain j'arrête
- 2022 – SCH feat. Dinos - Marginaux
- 2022 – Dinero feat. Dinos - GP8
- 2022 – Kims la rafale feat. Dinos - TDM
- 2023 – PLK feat. Dinos - 10 minutes
- 2023 – Nahir feat. Dinos - Périphérique
- 2023 – Dosseh feat. Dinos - VS (Call of Duty: Modern Warfare III)
- 2023 – OldPee e Zed feat. Dinos - Tant de signes
- 2023 – Prince Waly feat. Dinos - Belly
- 2024 – Kerchak feat. Dinos - Saison 2
- 2024 – Lala &ce feat. Dinos - Santos
- 2024 – Dadju e Tayc feat. Dinos - Une semaine pour oublier...
- 2024 – Bushi feat. Dinos - Le Club
- 2024 – Malo feat. Dinos - Décembre
- 2024 – Guy2Bezbar feat. Dinos - MTV
- 2024 – Mac Tyer feat. Dinos - Untouchable